# Pronous shanus
Pronous shanus är en spindelart som beskrevs av Levi 1995. Pronous shanus ingår i släktet Pronous och familjen hjulspindlar.
Artens utbredningsområde är Panama. Inga underarter finns listade i Catalogue of Life.